# Floh de Cologne
Floh de Cologne (ordspil på Eau de Cologne) var et tysk band, aktivt fra 1966 til 1983. Gruppen betragtes som pionerer inden for den såkaldte krautrock og politisk satiremusik. Efter en vis succes i starten af 70'erne gik bandet endelig i opløsning i 1983. 

## Historie
Gruppen blev dannet i 1966 af en gruppe venstreradikale teaterstuderende fra universitetet i Köln .  Deres første album, Vietnam, blev udgivet i 1968 og er en skarp kritik af krigen i Vietnam. 
Gruppens musik var eksplicit politisk og rettede satire og kritik mod blandt andet kapitalisme og forbrugersamfundet, mens de forsøgte at bringe deres budskab til unge arbejdere og lærlinge.   Imponeret af deres musik og især deres tekster besluttede Rolf-Ulrich Kaiser at producere deres næste to albums: Rockoper Profitgeier (1971) og Lucky Streik (1972).
Genremæssigt betragtes deres musik som en slags særlig teatralsk og nærmest revy-lignende krautrock.

## Medlemmer
Medlemmer af bandet fra 1966:
- Gerd Wollschon (vokal/keyboard)
- Markus Schmidt (basguitar/violin)
- Hans-Jorg "Hansi" Frank (trommer/keyboard)
- Britta Baltruschat (vokal)
- Dieter Klemm (vokal/ledelse)

Andre medlemmer
- Theo König (saxofon/klarinet/harmonika)
- Dick Städtler (basguitar/guitar)
- Vridolin Enxing (keyboard/basguitar/guitar/cello)

## Udgivelser

### Diskografi
- Vietnam (1968)
- Fließbandbabys Beat-Show (1970)
- Rockoper Profitgeier (1971)
- Lucky Streik (1973)
- Geyer-Symphonie (1974) [4]
- Mumien – Kantate für Rockband (1974)
- Dieser Chilenische Sommer War Heiß (1974)
- Tilt! (1975)
- Rotkäppchen (1977)
- Prima Freiheit (1978)
- Koslowsky (1980)
- Faaterland (1983)

### Videografi
- Romantic Warriors IV: Krautrock (2019)